# Posseck (Vogtland)
Posseck ist ein Ortsteil der Gemeinde Triebel/Vogtl. im sächsischen Vogtlandkreis.

## Geographie
Der Ort befindet sich im Südwesten Sachsens im Vogtland unweit der Grenzen zu Bayern und Tschechien. Das Dorf liegt nahe der Wasserscheide von Saale und Weißer Elster in der offenen, flachen Talmulde des Seifbaches, der gen Süden zur Saale nach Bayern entwässert. Der aussichtsreiche 615 m hohe Galgenberg bei Gassenreuth und der waldumsäumte 635 m hohe Platzerberg liegen jeweils an der Gemarkungsgrenze Possecks.
Zu Posseck gehören die Weiler Höllensteg und Grünpöhl. Bis 1993 waren Gassenreuth und Haselrain Ortsteile der Gemeinde Posseck, nach der Eingemeindung wurden sie als Triebeler Ortsteile weitergeführt.

## Geschichte

### Gründung bis 17. Jahrhundert
Der Name Posseck leitet sich vom altsorbischen Wort possěk ab, welches Holzeinschlag bedeutet. Der Ort wurde erstmals 1325 als „(das gebude) ze Possek“ urkundlich erwähnt. Es ist aber anzunehmen, dass dort deutlich zuvor, vom Vorwerk in Nentschau aus, durch slawische Siedler Lassgüter errichtet wurden. Jedenfalls erwarb im Jahre 1324 der Stammvater des Adelsgeschlechts von Reitzenstein, Konrad von der Grun, die Gegend um Posseck mit mehreren Dörfern und Weilern. Damals gehörte der Landstrich noch zum Regnitzland. Mit Genehmigung des Vogtes von Weida, wahrscheinlich von Heinrich XI., „des Älteren“, durfte Konrad von Reitzenstein 1325 das „gebude“ bzw. den „hofe“ zu Posseck errichten. Wo sich diese Burg befunden hat, ist heute unklar, denn sie wurde bereits im Vogtländischen Krieg 1355 wieder zerstört. Daraufhin, ebenso 1355, verbot der böhmische König Kaiser Karl IV., dass die Burgen in Posseck und in Gattendorf, die angebliche Raubhäuser gewesen waren, wieder aufgebaut würden.
Für das Recht, in Posseck eine Kirche und eine Begräbnisstätte zu errichten, schloss Konrad von Reitzenstein  mit dem Pfarrer von Regnitzlosau 1340 einen Tauschvertrag und gab dafür das Dörflein Haag bei Regnitzlosau. Die Kirche zu Posseck war damit eine Filialkirche von Regnitzlosau, dessen Mutterkirche St. Lorenz zu Hof (Saale) war. Da mit dem Tauschvertrag auch das Patronatsrecht an die von Reitzenstein überging, war die Kirche Posseck später nicht in dem Maße vom Streitpfarrenproblem betroffen wie die anderen benachbarten Kirchen auf sächsischer Seite. Trotzdem war Posseck eng mit dem bayerischen Nentschau verbunden. Die Block- und Waldhufenflur sind mit der in Nentschau verzahnt. Zur Parochie Posseck gehörten neben Nentschau auch die Weiler Zech und Mittelhammer in Bayern.
Nachdem bereits die Hussitenkriege im 15. Jahrhundert im Ort für Schrecken gesorgt haben dürften, richtete der Dreißigjährige Krieg 200 Jahre später nachweislich schwere Verwüstungen an. 1632 wurden laut Kirchenbuch viele Eingepfarrte „jämmerlich erschossen und niedergemacht“ sowie die Kirche all ihrer Ornate beraubt. 1633 verstarb der als „Schinder des Vogtlandes“ in die Geschichte eingegangene General Holk im Nachbarort Troschenreuth. Am 13. April 1641 steckten bayreuthische Truppen während eines Rendezvous oberhalb des Ortes das halbe Dorf mit Schule und Pfarre in Brand. Ein neuer Gottesacker wurde in gleicher Zeit aufgrund von Pest und Blattern (Blattern-Epidemie 1654) außerhalb und (wegen der Hauptwindrichtung) östlich des Ortes angelegt.

### 17. Jahrhundert bis Gegenwart

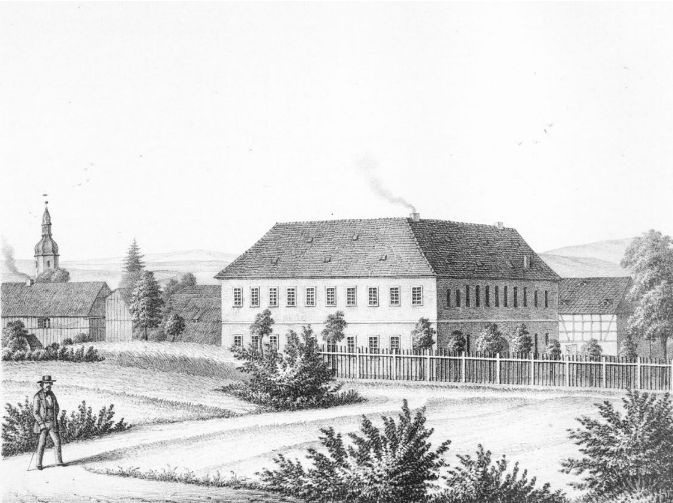
Schloss Posseck um 1850

Das Rittergut blieb über die Jahrhunderte im Besitz derer von Reitzenstein. Diese errichteten 1695 auch das heutige Barockschloss. Erst 1782 verkaufte die Familie Reitzenstein das Rittergut an Christoph Ernst von Feilitzsch, Herr auf Trogen. 1850 kam es in bürgerliche Hände. 1901 erwarb es der Hofer Spinnereibesitzer Julius Schmidt. Er ließ Schloss und Park neu herrichten, so dass es bald als eines der schönsten Güter der Gegend galt. Seine Witwe wurde 1945 enteignet. Zum Rittergut gehörten eine Ziegelei und eine Schäferei. Zudem gab es im Dorf neben Bauern auch Weber-, Schneider-, Schuhmacher- und Tischlermeister sowie eine Schmiede, einen Bäcker, einen Böttcher und einen Töpfer. Posseck gehörte bis ins 19. Jahrhundert zum Amt Voigtsberg.
Die Teilung Deutschlands nach dem Zweiten Weltkrieg und die Ziehung der innerdeutschen Grenze waren für Posseck besonders bitter. Die Grenzanlagen wurden unmittelbar südlich des Ortes, sogar quer durch den Schlossgarten gezogen und beeinträchtigten das Leben im Ort massiv. Jahrhundertealte Verbindungen nach Bayern wurden gekappt. Posseck lag im Grenzsperrgebiet und war nur noch für Anwohner mit Passierschein zu erreichen. Versteckt im Wald beim Ortsteil Höllensteg wurden die Kasernen der Grenzkompanie Posseck errichtet, die Grenze und Ort überwachte. Kirche und Friedhof verwahrlosten. Nach der Wende 1989 wurde bereits am 22. Dezember die Straße nach Nentschau wiedereröffnet. Inzwischen sind die Grenzanlagen großteils rückgebaut. Im Jahr 1993 wurde Posseck nach Triebel/Vogtl. eingemeindet.

## Öffentlicher Nahverkehr
Der Ort ist mit den vertakteten RufBus-Linien 54 und 56 des Verkehrsverbunds Vogtland an Oelsnitz angebunden. In Bergen besteht Anschluss zum RufBus nach Adorf.

## Sehenswertes
- Die Kirche stammt aus dem Jahre 1784. Die Innenausstattung des Saalkirchenbaus entstand 1832. Das Bauwerk wurde 1929 saniert.[4] Während der DDR-Zeit wurde das Gotteshaus beinahe zur Ruine. 1972 wurde es wegen Einsturzgefahr gesperrt, die Orgel verkauft. Bereits wenige Tage nach Grenzöffnung, am 27. Dezember 1989, führten Regnitzlosauer Handwerker am Dach eine Notreparatur durch. Inzwischen ist die Kirche äußerlich wieder in Ordnung. Eine Sanierung im Inneren steht noch aus. Dort befinden sich ein Kanzelaltar, ein barocker Taufengel und in der Mitte des Kirchenschiffes unter zwei Marmorplatten im Boden das Erbbegräbnis der Familie von Reitzenstein.
- Das vom Verfall bedrohte barocke Gebäude des ehemaligen Ritterguts (Schloss Posseck) stammt in seinem Kern aus dem 14. Jahrhundert und ist seit dem 18. Jahrhundert äußerlich kaum verändert worden. Das dreiflüglige und hufeisenförmig angelegte Bauwerk hat einen zum Marktplatz (heute Dorfplatz) geöffneten Innenhof. Das Walmdach ist schiefergedeckt. Die drei Sandsteinportale haben – in Sachsen seltenen – Zierschmuck des Manierismus/Frühbarock. Über dem Korbbogenportal im Hof ist ein Wappen mit der Jahreszahl 1695 zu sehen.[4] Nach der Enteignung 1945 wurde das Gebäude während der DDR-Zeit als Kulturhaus genutzt. Mit der Eingemeindung Possecks nach Triebel 1993 entfiel die Nutzung durch die Gemeinde. 1998 verkaufte es die Gemeinde Triebel nach einer Ausschreibung an eine Dortmunder Unternehmerin. Da das Gebäude nicht mehr zu retten war, übertrug diese das Anwesen an den heutigen Eigentümer, den Schloßpark Posseck e. V.
- Vor der Kirche steht das größte Steinkreuz des Vogtlandes. Es ist 165 cm hoch, 105 cm breit und 26 cm tief. Es ist nicht aus Granit, wie sonst im Vogtland üblich, sondern aus Sandstein gehauen.
- Grabstätten auf dem Friedhof des Ortsteiles Posseck zur Erinnerung an fünf jüdische weibliche KZ-Häftlinge, die bei einem Todesmarsch des Außenlagers Christianstadt des KZ Groß-Rosen von SS-Männern bei Gassenreuth ermordet wurden, sowie das Grab eines unbekannten Kriegsgefangenen

## Höllensteg
Der Weiler erhielt seinen deutschen Namen wahrscheinlich von einem Flurnamen. Als Hölle bezeichnete man einst eine besonders abgelegene und schwer zugängliche Stelle im Wald. In Höllensteg wurden die Rohstoffe für die Ziegelei in Posseck gewonnen.
Die Gebäude der Grenzkompanie Posseck dienten nach dem Mauerfall in den 1990er Jahren kurzzeitig als Asylbewerberheim und befinden sich heute in Privatbesitz. Aufgrund des noch originalen Erhaltungsstandes werden sie als Filmkulisse angeboten.